# Localité type
En biologie et en paléontologie, la localité type est l'endroit où a été trouvé le spécimen de référence (appelé type) d'une nouvelle espèce.
La localité type est publiée dans la description originale de l'espèce animale ou végétale.
Par extension, en géologie et en paléontologie, la localité type d'une formation est le lieu où cette formation a été identifiée à l'origine, il s'agit souvent d'un site fossilifère ou d'un site remarquable pour sa stratigraphie.
De même, en minéralogie, la localité type d'une espèce minérale est le lieu appelé « gisement topotype » où ce minéral a été identifié à l'origine.

## Description d'une espèce
En zoologie, le code international de nomenclature zoologique (l'ICZN) impose aux biologistes qui publient la description d'une nouvelle espèce de désigner et décrire un spécimen unique choisi comme type.
Par conséquent, même s'ils ont eu la chance de pouvoir étudier de nombreux spécimens avant de publier, ils choisissent un spécimen unique pour la publication officielle de l'espèce.
D'autres spécimens peuvent être formellement définis par rapport à ce type et conservés par ailleurs.
Les règles sont analogues en nomenclature botanique.
La description originale d'une espèce comprend un diagnostic des similarités et des différences du type par rapport aux taxons voisins.
Outre la localité type, qui est donc l'endroit où a été trouvé le type, la description officielle indique le lieu où le type est déposé et sera conservé par la suite.
En cas de parasitisme ou de symbiose la description doit préciser de plus l'hôte type, ou « symbiotype », c'est-à-dire l'organisme hôte à partir duquel le type du parasite a été obtenu.

## Conservation des collections
Les types sont déposés dans des universités ou des musées qui les conservent et les organisent sous forme de collections.
Universités et musées se chargent de maintenir ces collections en bon état et de les mettre à disposition des taxonomistes.